# Cantone di Bully-les-Mines
Il Cantone di Bully-les-Mines è una divisione amministrativa dell'arrondissement di Lens e dell'arrondissement di Arras.
A seguito della riforma approvata con decreto del 24 febbraio 2014, che ha avuto attuazione dopo le elezioni dipartimentali del 2015, è passato da 2 a 12 comuni.

## Composizione
I 2 comuni facenti parte prima della riforma del 2014 erano:
- Bully-les-Mines
- Mazingarbe

Dal 2015 i comuni appartenenti al cantone sono i seguenti 12:
- Ablain-Saint-Nazaire
- Aix-Noulette
- Angres
- Bouvigny-Boyeffles
- Bully-les-Mines
- Carency
- Gouy-Servins
- Mazingarbe
- Sains-en-Gohelle
- Servins
- Souchez
- Villers-au-Bois